# Élections municipales de 2014 dans la Seine-Saint-Denis
Les élections municipales françaises de 2014 se sont déroulées les 23 et 30 mars 2014, six ans après les élections précédentes.

## Maires sortants et maires élus
Le scrutin est marqué par quelques changements notoires. Le PS perd Aulnay-sous-Bois, le PCF cède Bagnolet, Bobigny, Le Blanc-Mesnil et Saint-Ouen, mais remporte Aubervilliers et Montreuil. A cela s'ajoutent les pertes de Livry-Gargan et Villepinte face à la droite. Cette dernière progresse ainsi dans le département avec les gains d'Aulnay-sous-Bois et du Blanc-Mesnil. L'UDI se maintient Drancy, Epinay sur Seine, Le Bourget, Noisy-le-Sec et Vaujours. Les centristes s'imposent également à Coubron et au Raincy.
| Commune                 | Population | Maire sortant           | Parti | Parti | Maire élu               | Parti | Parti    |
| ----------------------- | ---------- | ----------------------- | ----- | ----- | ----------------------- | ----- | -------- |
| Aubervilliers           | 75 598     | Jacques Salvator        |       | PS    | Pascal Beaudet*         |       | PCF      |
| Aulnay-sous-Bois        | 81 880     | Gérard Ségura           |       | PS    | Bruno Beschizza         |       | UMP      |
| Bagnolet                | 34 513     | Marc Everbecq           |       | PCF   | Tony Di Martino         |       | PS       |
| Bobigny                 | 47 224     | Catherine Peyge         |       | PCF   | Stéphane de Paoli       |       | UDI      |
| Bondy                   | 53 051     | Sylvine Thomassin       |       | PS    | Sylvine Thomassin       |       | PS       |
| Clichy-sous-Bois        | 29 835     | Olivier Klein           |       | PS    | Olivier Klein           |       | PS       |
| Coubron                 | 4 712      | Raymond Coënne          |       | UMP   | Ludovic Toro            |       | UDI      |
| Drancy                  | 66 635     | Jean-Christophe Lagarde |       | UDI   | Jean-Christophe Lagarde |       | UDI      |
| Dugny                   | 10 783     | André Veyssière         |       | UMP   | André Veyssière         |       | UMP      |
| Épinay-sur-Seine        | 54 540     | Hervé Chevreau          |       | UDI   | Hervé Chevreau          |       | UDI      |
| Gagny                   | 39 378     | Michel Teulet           |       | UMP   | Michel Teulet           |       | UMP      |
| Gournay-sur-Marne       | 6 485      | Michel Champion         |       | UMP   | Éric Schlegel           |       | DVD      |
| L'Île-Saint-Denis       | 7 037      | Michel Bourgain         |       | EELV  | Michel Bourgain         |       | EELV     |
| La Courneuve            | 38 789     | Gilles Poux             |       | PCF   | Gilles Poux             |       | PCF      |
| Le Blanc-Mesnil         | 51 916     | Didier Mignot           |       | PCF   | Thierry Meignen         |       | UMP      |
| Le Bourget              | 14 978     | Vincent Capo-Canellas   |       | UDI   | Vincent Capo-Canellas   |       | UDI      |
| Le Pré-Saint-Gervais    | 18 075     | Gérard Cosme            |       | PS    | Gérard Cosme            |       | PS       |
| Le Raincy               | 13 928     | Éric Raoult             |       | UMP   | Jean-Michel Genestier   |       | UDI      |
| Les Lilas               | 22 505     | Daniel Guiraud          |       | PS    | Daniel Guiraud          |       | PS       |
| Les Pavillons-sous-Bois | 22 117     | Philippe Dallier        |       | UMP   | Philippe Dallier        |       | UMP      |
| Livry-Gargan            | 42 036     | Alain Calmat            |       | DVG   | Pierre-Yves Martin      |       | UMP      |
| Montfermeil             | 25 963     | Xavier Lemoine          |       | PCD   | Xavier Lemoine          |       | PCD      |
| Montreuil               | 103 068    | Dominique Voynet        |       | EELV  | Patrice Bessac          |       | PCF      |
| Neuilly-Plaisance       | 20 703     | Christian Demuynck      |       | UMP   | Christian Demuynck      |       | UMP      |
| Neuilly-sur-Marne       | 34 005     | Jacques Mahéas          |       | DVG   | Jacques Mahéas          |       | DVG      |
| Noisy-le-Grand          | 62 970     | Michel Pajon            |       | PS    | Michel Pajon*           |       | PS       |
| Noisy-le-Sec            | 40 232     | Laurent Rivoire         |       | UDI   | Laurent Rivoire         |       | UDI      |
| Pantin                  | 53 797     | Bertrand Kern           |       | PS    | Bertrand Kern           |       | PS       |
| Pierrefitte-sur-Seine   | 28 026     | Michel Fourcade         |       | PS    | Michel Fourcade         |       | PS       |
| Romainville             | 25 512     | Corinne Valls           |       | DVG   | Corinne Valls           |       | DVG      |
| Rosny-sous-Bois         | 41 254     | Claude Capillon         |       | UMP   | Claude Capillon         |       | UMP      |
| Saint-Denis             | 107 762    | Didier Paillard         |       | PCF   | Didier Paillard         |       | PCF      |
| Saint-Ouen              | 47 783     | Jacqueline Rouillon     |       | FASE  | William Delannoy        |       | UDI      |
| Sevran                  | 50 053     | Stéphane Gatignon       |       | EELV  | Stéphane Gatignon       |       | EELV     |
| Stains                  | 34 830     | Michel Beaumale         |       | PCF   | Azzédine Taïbi          |       | PCF      |
| Tremblay-en-France      | 34 452     | François Asensi         |       | FASE  | François Asensi         |       | Ensemble |
| Vaujours                | 6 643      | Dominique Bailly        |       | UDI   | Dominique Bailly        |       | UDI      |
| Villemomble             | 28 368     | Patrice Calméjane       |       | UMP   | Patrice Calméjane       |       | UMP      |
| Villepinte              | 35 850     | Nelly Roland-Iriberry   |       | DVG   | Martine Valleton        |       | UMP      |
| Villetaneuse            | 12 642     | Carinne Juste           |       | PCF   | Carinne Juste           |       | PCF      |

- À la suite de l'annulation par le Conseil d'État des élections municipales de mars 2014 à Noisy-le-Grand, de nouvelles élections ont eu lieu en septembre 2015. La liste de droite conduite par Brigitte Marsigny (Les Républicains) l'emporte au second tour de 33 voix sur celle du maire sortant, Michel Pajon, la liste du Front de gauche s'étant maintenue.
- À la suite de la démission de Pascal Beaudet le 6 janvier 2016, Meriem Derkaoui a été élue maire d'Aubervilliers le 21 janvier 2016.
- Michel Bourgain (EELV) démissionne de son mandat de maire tout en restant conseiller municipal, et est remplacé le 7 juillet 2016 par Mohamed Gnabaly, SE, élu sur sa liste depuis 2008[3],[4].

### Résultats en nombre de maires
Liste actualisée en septembre 2015 après l'élection partielle de Noisy-le-Grand.
| Partis       | Partis                                | Maires sortants | Maires élus | Évolution     |
| ------------ | ------------------------------------- | --------------- | ----------- | ------------- |
|              | Parti socialiste                      | 9               | 7           | 2             |
|              | Divers gauche                         | 4               | 2           | 2             |
|              | Front de gauche (PCF, FASE, Ensemble) | 9               | 7           | 2             |
|              | Écologistes (EELV et UDE)             | 3               | 2           | 1             |
| Total gauche | Total gauche                          | 25              | 18          | 7             |
|              | UMP puis Les Républicains             | 9               | 11          | 2             |
|              | Union des démocrates et indépendants  | 5               | 9           | 4             |
|              | Parti chrétien-démocrate              | 1               | 1           | en stagnation |
|              | Divers droite                         | 0               | 1           | 1             |
| Total droite | Total droite                          | 15              | 22          | 7             |
| Total        | Total                                 | 40              | 40          | -             |

## Résultats dans toutes les communes

### Aubervilliers
- Maire sortant : Jacques Salvator (PS)
- 49 sièges à pourvoir au conseil municipal (population légale 2011 : 75 598 habitants)
- 12 sièges à pourvoir au conseil communautaire (Communauté d'agglomération Plaine Commune)

| Tête de liste            | Tête de liste      | Liste          | Premier tour | Premier tour | Second tour | Second tour | Sièges | Sièges |
| Tête de liste            | Tête de liste      | Liste          | Voix         | %            | Voix        | %           | CM     | CC     |
| ------------------------ | ------------------ | -------------- | ------------ | ------------ | ----------- | ----------- | ------ | ------ |
|                          | Pascal Beaudet     | FG             | 3 646        | 32,90        | 5 610       | 45,73       | 36     | 9      |
|                          | Jacques Salvator * | PS-PRG-EELV    | 3 560        | 32,12        | 4 773       | 38,91       | 10     | 2      |
|                          | Fayçal Menia       | UMP-UDI        | 1 362        | 12,29        | 1 883       | 15,35       | 3      | 1      |
|                          | Samir Maizat       | SE             | 789          | 7,12         |             |             |        |        |
|                          | Thierry Augy       | DVD            | 761          | 6,86         |             |             |        |        |
|                          | Stéphane Pelliccia | DVD            | 662          | 5,97         |             |             |        |        |
|                          | Michel Jouannin    | LO             | 301          | 2,71         |             |             |        |        |
|                          |                    |                |              |              |             |             |        |        |
| Inscrits                 | Inscrits           | Inscrits       | 27 581       | 100,00       | 27 582      | 100,00      |        |        |
| Abstentions              | Abstentions        | Abstentions    | 15 980       | 57,94        | 14 750      | 53,48       |        |        |
| Votants                  | Votants            | Votants        | 11 601       | 42,06        | 12 832      | 46,52       |        |        |
| Blancs et nuls           | Blancs et nuls     | Blancs et nuls | 520          | 4,48         | 566         | 4,41        |        |        |
| Exprimés                 | Exprimés           | Exprimés       | 11 081       | 95,52        | 12 266      | 95,59       |        |        |
| * Liste du maire sortant |                    |                |              |              |             |             |        |        |

### Aulnay-sous-Bois
- Maire sortant : Gérard Ségura (PS)
- 53 sièges à pourvoir au conseil municipal (population légale 2011 : 81 880 habitants)

| Tête de liste            | Tête de liste    | Liste            | Premier tour | Premier tour | Second tour | Second tour | Sièges | Sièges |
| Tête de liste            | Tête de liste    | Liste            | Voix         | %            | Voix        | %           | CM     |        |
| ------------------------ | ---------------- | ---------------- | ------------ | ------------ | ----------- | ----------- | ------ | ------ |
|                          | Bruno Beschizza  | UMP              | 9 150        | 41,29        | 14 547      | 60.70       | 43     |        |
|                          | Jacques Chaussat | UDI-MoDem        | 3 183        | 14,36        | 14 547      | 60.70       | 43     |        |
|                          | Gérard Ségura *  | PS-PCF-PRG       | 5 910        | 26,66        | 9417        | 39.29       | 10     |        |
|                          | Alain Amedro     | EELV-PG-Ensemble | 2 023        | 9,12         |             |             |        |        |
|                          | Moktar Farhat    | DVG              | 1 203        | 5,42         |             |             |        |        |
|                          | Marc Darsy       | LO               | 407          | 1,83         |             |             |        |        |
|                          | Michel Lefebvre  | POI              | 284          | 1,28         |             |             |        |        |
|                          |                  |                  |              |              |             |             |        |        |
| Inscrits                 | Inscrits         | Inscrits         | 44 885       | 100,00       | 44 883      | 100,00      |        |        |
| Abstentions              | Abstentions      | Abstentions      | 21 907       | 48,81        | 19 491      | 43.43       |        |        |
| Votants                  | Votants          | Votants          | 22 978       | 51,19        | 25 392      | 56.57       |        |        |
| Blancs et nuls           | Blancs et nuls   | Blancs et nuls   | 818          | 3,56         | 1428        | 3.18        |        |        |
| Exprimés                 | Exprimés         | Exprimés         | 22 160       | 96,44        | 23 964      | 53.39       |        |        |
| * Liste du maire sortant |                  |                  |              |              |             |             |        |        |

### Bagnolet
- Maire sortant : Marc Everbecq (PCF)
- 39 sièges à pourvoir au conseil municipal (population légale 2011 : 34 513 habitants)
- 9 sièges à pourvoir au conseil communautaire (Communauté d'agglomération Est Ensemble)

| Tête de liste            | Tête de liste       | Liste          | Premier tour | Premier tour | Second tour | Second tour | Sièges | Sièges |       |       |   |   |
| Tête de liste            | Tête de liste       | Liste          | Voix         | %            | Voix        | %           | CM     | CC     |       |       |   |   |
| ------------------------ | ------------------- | -------------- | ------------ | ------------ | ----------- | ----------- | ------ | ------ | ----- | ----- | - | - |
|                          | Tony Di Martino     | PS-PRG         | 1 794        | 21,24        | 3 137       | 35,56       | 27     | 7      |       |       |   |   |
|                          | Laurent Jamet       | FG             | 1 795        | 21,25        | 3 137       | 35,56       | 27     | 7      | 2 766 | 31,35 | 6 | 1 |
|                          | Mohamed Hakem       | DVG            | 879          | 10,40        |             |             |        |        |       |       |   |   |
|                          | Mireille Ferri      | EELV           | 1 514        | 17,92        | 1 788       | 20,26       | 4      | 1      |       |       |   |   |
|                          | Jacques Nio         | UMP-UDI        | 864          | 10,23        | 1 130       | 12,81       | 2      | 0      |       |       |   |   |
|                          | Marc Everbecq¹ *    | PCF diss.      | 1 340        | 15,86        |             |             |        |        |       |       |   |   |
|                          | Jean-Pierre Mercier | LO             | 136          | 1,61         |             |             |        |        |       |       |   |   |
|                          | Jean-Marc Linus     | EXG            | 122          | 1,44         |             |             |        |        |       |       |   |   |
|                          |                     |                |              |              |             |             |        |        |       |       |   |   |
| Inscrits                 | Inscrits            | Inscrits       | 18 451       | 100,00       | 18 451      | 100,00      |        |        |       |       |   |   |
| Abstentions              | Abstentions         | Abstentions    | 9 375        | 50,81        | 9 213       | 49,93       |        |        |       |       |   |   |
| Votants                  | Votants             | Votants        | 9 076        | 49,19        | 9 238       | 50,07       |        |        |       |       |   |   |
| Blancs et nuls           | Blancs et nuls      | Blancs et nuls | 632          | 6,96         | 417         | 4,51        |        |        |       |       |   |   |
| Exprimés                 | Exprimés            | Exprimés       | 8 444        | 93,04        | 8 821       | 95,49       |        |        |       |       |   |   |
| * Liste du maire sortant |                     |                |              |              |             |             |        |        |       |       |   |   |

¹ Se désiste au second tour

### Bobigny
- Maire sortant : Catherine Peyge (PCF)
- 43 sièges à pourvoir au conseil municipal (population légale 2011 : 47 224 habitants)
- 10 sièges à pourvoir au conseil communautaire (Communauté d'agglomération Est Ensemble)

| Tête de liste            | Tête de liste     | Liste          | Premier tour | Premier tour | Second tour | Second tour | Sièges | Sièges |
| Tête de liste            | Tête de liste     | Liste          | Voix         | %            | Voix        | %           | CM     | CC     |
| ------------------------ | ----------------- | -------------- | ------------ | ------------ | ----------- | ----------- | ------ | ------ |
|                          | Stéphane De Paoli | UDI-UDMF       | 3 720        | 43,95        | 5 828       | 53,99       | 33     | 8      |
|                          | Catherine Peyge * | PCF-PS-EELV    | 3 419        | 40,39        | 4 966       | 46,00       | 10     | 2      |
|                          | Pierre Ramos      | DVD            | 928          | 10,96        |             |             |        |        |
|                          | Annie Boubault    | LO             | 397          | 4,69         |             |             |        |        |
|                          |                   |                |              |              |             |             |        |        |
| Inscrits                 | Inscrits          | Inscrits       | 22 075       | 100,00       | 22 070      | 100,00      |        |        |
| Abstentions              | Abstentions       | Abstentions    | 13 121       | 59,44        | 10 880      | 49,30       |        |        |
| Votants                  | Votants           | Votants        | 8 954        | 40,56        | 11 190      | 50,70       |        |        |
| Blancs et nuls           | Blancs et nuls    | Blancs et nuls | 490          | 5,47         | 396         | 3,54        |        |        |
| Exprimés                 | Exprimés          | Exprimés       | 8 464        | 94,53        | 10 794      | 96,46       |        |        |
| * Liste du maire sortant |                   |                |              |              |             |             |        |        |

### Bondy
- Maire sortant : Sylvine Thomassin (PS)
- 45 sièges à pourvoir au conseil municipal (population légale 2011 : 53 051 habitants)
- 11 sièges à pourvoir au conseil communautaire (Communauté d'agglomération Est Ensemble)

| Tête de liste            | Tête de liste       | Liste          | Premier tour | Premier tour | Second tour | Second tour | Sièges | Sièges |
| Tête de liste            | Tête de liste       | Liste          | Voix         | %            | Voix        | %           | CM     | CC     |
| ------------------------ | ------------------- | -------------- | ------------ | ------------ | ----------- | ----------- | ------ | ------ |
|                          | Sylvine Thomassin * | PS-PCF-EELV    | 5 029        | 46,34        | 5 546       | 47,38       | 34     | 9      |
|                          | Stephen Herve       | UMP-UDI-MoDem  | 4 005        | 36,90        | 4 902       | 41,88       | 9      | 2      |
|                          | Hakim Kadri         | DVG            | 1 311        | 12,08        | 1 255       | 10,72       | 2      |        |
|                          | Fatou Meïte         | DVG            | 507          | 4,67         |             |             |        |        |
|                          |                     |                |              |              |             |             |        |        |
| Inscrits                 | Inscrits            | Inscrits       | 25 562       | 100,00       | 25 562      | 100,00      |        |        |
| Abstentions              | Abstentions         | Abstentions    | 14 021       | 54,85        | 13 310      | 52,07       |        |        |
| Votants                  | Votants             | Votants        | 11 541       | 45,15        | 12 252      | 47,93       |        |        |
| Blancs et nuls           | Blancs et nuls      | Blancs et nuls | 689          | 5,97         | 549         | 4,48        |        |        |
| Exprimés                 | Exprimés            | Exprimés       | 10 852       | 94,03        | 11 703      | 95,52       |        |        |
| * Liste du maire sortant |                     |                |              |              |             |             |        |        |

### Clichy-sous-Bois
- Maire sortant : Olivier Klein (PS)
- 35 sièges à pourvoir au conseil municipal (population légale 2011 : 29 835 habitants)
- 20 sièges à pourvoir au conseil communautaire (Communauté d'agglomération de Clichy-sous-Bois-Montfermeil)

|                          | Olivier Klein * | PS-PCF-EELV    | 2 698  | 65,62  | 30 | 17 |  |  |
|                          | Nicolas Henault | UMP            | 760    | 18,48  | 3  | 2  |  |  |
|                          | Mohamed Dine    | UDI            | 510    | 12,40  | 2  | 1  |  |  |
|                          | Sullivan Munoz  | LO             | 143    | 3,47   |    |    |  |  |
|                          |                 |                |        |        |    |    |  |  |
| Inscrits                 | Inscrits        | Inscrits       | 10 857 | 100,00 |    |    |  |  |
| Abstentions              | Abstentions     | Abstentions    | 6 539  | 60,23  |    |    |  |  |
| Votants                  | Votants         | Votants        | 4 318  | 39,77  |    |    |  |  |
| Blancs et nuls           | Blancs et nuls  | Blancs et nuls | 207    | 4,79   |    |    |  |  |
| Exprimés                 | Exprimés        | Exprimés       | 4 111  | 95,21  |    |    |  |  |
| * Liste du maire sortant |                 |                |        |        |    |    |  |  |

### Coubron
- Maire sortant : Raymond Coënne (UMP)
- 27 sièges à pourvoir au conseil municipal (population légale 2011 : 4 712 habitants)

| Tête de liste            | Tête de liste    | Liste          | Premier tour | Premier tour | Second tour | Second tour | Sièges | Sièges |
| Tête de liste            | Tête de liste    | Liste          | Voix         | %            | Voix        | %           | CM     |        |
| ------------------------ | ---------------- | -------------- | ------------ | ------------ | ----------- | ----------- | ------ | ------ |
|                          | Ludovic Toro     | DVD            | 1 110        | 48,23        | 1 175       | 50,47       | 21     |        |
|                          | Raymond Coënne * | UMP-UDI        | 834          | 36,24        | 850         | 36,51       | 5      |        |
|                          | Gérard Auger     | PS-PCF-EELV    | 357          | 15,51        | 303         | 13,01       | 1      |        |
|                          |                  |                |              |              |             |             |        |        |
| Inscrits                 | Inscrits         | Inscrits       | 3 377        | 100,00       | 3 377       | 100,00      |        |        |
| Abstentions              | Abstentions      | Abstentions    | 1 029        | 30,47        | 1 022       | 30,26       |        |        |
| Votants                  | Votants          | Votants        | 2 348        | 69,53        | 2 355       | 69,74       |        |        |
| Blancs et nuls           | Blancs et nuls   | Blancs et nuls | 47           | 2,00         | 27          | 1,15        |        |        |
| Exprimés                 | Exprimés         | Exprimés       | 2 301        | 98,00        | 2 328       | 98,85       |        |        |
| * Liste du maire sortant |                  |                |              |              |             |             |        |        |

### Drancy
- Maire sortant : Jean-Christophe Lagarde (UDI)
- 49 sièges à pourvoir au conseil municipal (population légale 2011 : 66 635 habitants)
- 21 sièges à pourvoir au conseil communautaire (Communauté d'agglomération de l'aéroport du Bourget)

|                          | Jean-Christophe Lagarde * | UDI-UMP-MoDem  | 12 595 | 75,06  | 45 | 19 |  |  |
|                          | Nathalie Vasseur          | FG             | 1 874  | 11,16  | 2  | 1  |  |  |
|                          | Hacène Chibane            | PS             | 1 856  | 11,06  | 2  | 1  |  |  |
|                          | Estelle Jaquet            | LO             | 454    | 2,70   |    |    |  |  |
|                          |                           |                |        |        |    |    |  |  |
| Inscrits                 | Inscrits                  | Inscrits       | 35 618 | 100,00 |    |    |  |  |
| Abstentions              | Abstentions               | Abstentions    | 17 996 | 50,53  |    |    |  |  |
| Votants                  | Votants                   | Votants        | 17 622 | 49,47  |    |    |  |  |
| Blancs et nuls           | Blancs et nuls            | Blancs et nuls | 843    | 4,78   |    |    |  |  |
| Exprimés                 | Exprimés                  | Exprimés       | 16 779 | 95,22  |    |    |  |  |
| * Liste du maire sortant |                           |                |        |        |    |    |  |  |

### Dugny
- Maire sortant : André Veyssière (UMP)
- 33 sièges à pourvoir au conseil municipal (population légale 2011 : 10 783 habitants)
- 9 sièges à pourvoir au conseil communautaire (Communauté d'agglomération de l'aéroport du Bourget)

|                          | André Veyssière * | UMP-UDI        | 1 384 | 52,96  | 26 | 7 |  |  |
|                          | Janine Lopez      | PS             | 753   | 28,81  | 4  | 1 |  |  |
|                          | Michel Delplace   | FG             | 476   | 18,21  | 3  | 1 |  |  |
|                          |                   |                |       |        |    |   |  |  |
| Inscrits                 | Inscrits          | Inscrits       | 5 560 | 100,00 |    |   |  |  |
| Abstentions              | Abstentions       | Abstentions    | 2 804 | 50,43  |    |   |  |  |
| Votants                  | Votants           | Votants        | 2 756 | 49,57  |    |   |  |  |
| Blancs et nuls           | Blancs et nuls    | Blancs et nuls | 143   | 5,19   |    |   |  |  |
| Exprimés                 | Exprimés          | Exprimés       | 2 613 | 94,81  |    |   |  |  |
| * Liste du maire sortant |                   |                |       |        |    |   |  |  |

### Épinay-sur-Seine
- Maire sortant : Hervé Chevreau (UDI)
- 45 sièges à pourvoir au conseil municipal (population légale 2011 : 54 540 habitants)
- 9 sièges à pourvoir au conseil communautaire (Communauté d'agglomération Plaine Commune)

|                          | Hervé Chevreau * | UDI-MoDem      | 7 254  | 65,03  | 39 | 8 |  |  |
|                          | Yannick Trigance | PS-PCF-EELV    | 3 037  | 27,22  | 6  | 1 |  |  |
|                          | Daniel Rigault   | FG             | 470    | 4,21   |    |   |  |  |
|                          | Oben Ayyildiz    | DVD            | 393    | 3,52   |    |   |  |  |
|                          |                  |                |        |        |    |   |  |  |
| Inscrits                 | Inscrits         | Inscrits       | 24 908 | 100,00 |    |   |  |  |
| Abstentions              | Abstentions      | Abstentions    | 13 325 | 53,50  |    |   |  |  |
| Votants                  | Votants          | Votants        | 11 583 | 46,50  |    |   |  |  |
| Blancs et nuls           | Blancs et nuls   | Blancs et nuls | 429    | 3,70   |    |   |  |  |
| Exprimés                 | Exprimés         | Exprimés       | 11 154 | 96,30  |    |   |  |  |
| * Liste du maire sortant |                  |                |        |        |    |   |  |  |

### Gagny
- Maire sortant : Michel Teulet (UMP)
- 39 sièges à pourvoir au conseil municipal (population légale 2011 : 39 378 habitants)

|                          | Michel Teulet *        | UMP-UDI        | 6 840  | 61,88  | 32 |  |  |  |
|                          | Aurélien Berthou       | EELV-PS-PCF    | 3 245  | 29,35  | 6  |  |  |  |
|                          | Jean-François Thevenot | DVG            | 968    | 8,75   | 1  |  |  |  |
|                          |                        |                |        |        |    |  |  |  |
| Inscrits                 | Inscrits               | Inscrits       | 22 750 | 100,00 |    |  |  |  |
| Abstentions              | Abstentions            | Abstentions    | 11 162 | 49,06  |    |  |  |  |
| Votants                  | Votants                | Votants        | 11 588 | 50,94  |    |  |  |  |
| Blancs et nuls           | Blancs et nuls         | Blancs et nuls | 535    | 4,62   |    |  |  |  |
| Exprimés                 | Exprimés               | Exprimés       | 11 053 | 95,38  |    |  |  |  |
| * Liste du maire sortant |                        |                |        |        |    |  |  |  |

### Gournay-sur-Marne
- Maire sortant : Michel Champion (UMP)
- 29 sièges à pourvoir au conseil municipal (population légale 2011 : 6 485 habitants)

| Tête de liste  | Tête de liste        | Liste          | Premier tour | Premier tour | Second tour | Second tour | Sièges | Sièges |
| Tête de liste  | Tête de liste        | Liste          | Voix         | %            | Voix        | %           | CM     |        |
| -------------- | -------------------- | -------------- | ------------ | ------------ | ----------- | ----------- | ------ | ------ |
|                | Éric Schlegel        | DVD            | 1 037        | 32,92        | 1 337       | 41,22       | 21     |        |
|                | Franck Attal         | UMP            | 1 012        | 32,12        | 1 250       | 38,54       | 5      |        |
|                | Jean-Pierre Calmette | UMP-UDI        | 854          | 27,11        | 656         | 20,22       | 3      |        |
|                | Maria Genaro         | PS             | 247          | 7,84         |             |             |        |        |
|                |                      |                |              |              |             |             |        |        |
| Inscrits       | Inscrits             | Inscrits       | 4 668        | 100,00       | 4 669       | 100,00      |        |        |
| Abstentions    | Abstentions          | Abstentions    | 1 457        | 31,21        | 1 367       | 29,28       |        |        |
| Votants        | Votants              | Votants        | 3 211        | 68,79        | 3 302       | 70,72       |        |        |
| Blancs et nuls | Blancs et nuls       | Blancs et nuls | 61           | 1,90         | 59          | 1,79        |        |        |
| Exprimés       | Exprimés             | Exprimés       | 3 150        | 98,10        | 3 243       | 98,21       |        |        |

### L'Île-Saint-Denis
- Maire sortant : Michel Bourgain (EELV)
- 29 sièges à pourvoir au conseil municipal (population légale 2011 : 7 037 habitants)
- 3 sièges à pourvoir au conseil communautaire (Communauté d'agglomération Plaine Commune)

|                          | Michel Bourgain * | DVG            | 972   | 51,45  | 23 | 2 |  |  |
|                          | Pascal Akoun      | FG             | 544   | 28,79  | 4  | 1 |  |  |
|                          | Christophe Rosé   | PS             | 280   | 14,82  | 2  |   |  |  |
|                          | Benoît Maranget   | EXG            | 93    | 4,92   |    |   |  |  |
|                          |                   |                |       |        |    |   |  |  |
| Inscrits                 | Inscrits          | Inscrits       | 3 621 | 100,00 |    |   |  |  |
| Abstentions              | Abstentions       | Abstentions    | 1 638 | 45,24  |    |   |  |  |
| Votants                  | Votants           | Votants        | 1 983 | 54,76  |    |   |  |  |
| Blancs et nuls           | Blancs et nuls    | Blancs et nuls | 94    | 4,74   |    |   |  |  |
| Exprimés                 | Exprimés          | Exprimés       | 1 889 | 95,26  |    |   |  |  |
| * Liste du maire sortant |                   |                |       |        |    |   |  |  |

Michel Bourgain (EELV) démissionne de son mandat de maire tout en restant conseiller municipal, et est remplacé le 7 juillet 2016 par Mohamed Gnabaly, SE, élu sur sa liste depuis 2008,.

### La Courneuve
- Maire sortant : Gilles Poux (PCF)
- 39 sièges à pourvoir au conseil municipal (population légale 2011 : 38 789 habitants)
- 7 sièges à pourvoir au conseil communautaire (Communauté d'agglomération Plaine Commune)

|                          | Gilles Poux *   | PCF-PS-EELV    | 3 361  | 57,88  | 32 | 7 |  |  |
|                          | Kamel Hamza     | UMP            | 1 055  | 18,17  | 4  |   |  |  |
|                          | Nabiha Rezkalla | DVG            | 459    | 7,90   | 1  |   |  |  |
|                          | Samir Kherouni  | DVG            | 402    | 6,92   | 1  |   |  |  |
|                          | Albin Philipps  | DVG            | 311    | 5,35   | 1  |   |  |  |
|                          | Cécile Duchene  | LO             | 218    | 3,75   |    |   |  |  |
|                          |                 |                |        |        |    |   |  |  |
| Inscrits                 | Inscrits        | Inscrits       | 14 351 | 100,00 |    |   |  |  |
| Abstentions              | Abstentions     | Abstentions    | 8 147  | 56,77  |    |   |  |  |
| Votants                  | Votants         | Votants        | 6 204  | 43,23  |    |   |  |  |
| Blancs et nuls           | Blancs et nuls  | Blancs et nuls | 398    | 6,42   |    |   |  |  |
| Exprimés                 | Exprimés        | Exprimés       | 5 806  | 93,58  |    |   |  |  |
| * Liste du maire sortant |                 |                |        |        |    |   |  |  |

### Le Blanc-Mesnil
- Maire sortant : Didier Mignot (PCF)
- 45 sièges à pourvoir au conseil municipal (population légale 2011 : 51 916 habitants)

| Tête de liste            | Tête de liste   | Liste          | Premier tour | Premier tour | Second tour | Second tour | Sièges | Sièges |
| Tête de liste            | Tête de liste   | Liste          | Voix         | %            | Voix        | %           | CM     |        |
| ------------------------ | --------------- | -------------- | ------------ | ------------ | ----------- | ----------- | ------ | ------ |
|                          | Thierry Meignen | UMP-UDI-MoDem  | 5 481        | 46,52        | 7 011       | 50,75       | 34     |        |
|                          | Didier Mignot * | FG-EELV-PS     | 5 238        | 44,46        | 6 802       | 49,24       | 11     |        |
|                          | Marc Boulanger  | DVD            | 406          | 3,44         |             |             |        |        |
|                          | Edwin Legris    | DVC            | 390          | 3,31         |             |             |        |        |
|                          | Serge Fournet   | LO             | 265          | 2,24         |             |             |        |        |
|                          |                 |                |              |              |             |             |        |        |
| Inscrits                 | Inscrits        | Inscrits       | 25 246       | 100,00       | 25 245      | 100,00      |        |        |
| Abstentions              | Abstentions     | Abstentions    | 12 949       | 51,29        | 10 960      | 43,41       |        |        |
| Votants                  | Votants         | Votants        | 12 297       | 48,71        | 14 285      | 56,59       |        |        |
| Blancs et nuls           | Blancs et nuls  | Blancs et nuls | 517          | 4,20         | 472         | 3,30        |        |        |
| Exprimés                 | Exprimés        | Exprimés       | 11 780       | 95,80        | 13 813      | 96,70       |        |        |
| * Liste du maire sortant |                 |                |              |              |             |             |        |        |

### Le Bourget
- Maire sortant : Vincent Capo-Canellas (UDI)
- 33 sièges à pourvoir au conseil municipal (population légale 2011 : 14 978 habitants)
- 12 sièges à pourvoir au conseil communautaire (Communauté d'agglomération de l'aéroport du Bourget)

|                          | Vincent Capo-Canellas * | UDI            | 1 929 | 58,81  | 27 | 10 |  |  |
|                          | Johnny Magamootoo       | SE             | 531   | 16,18  | 3  | 1  |  |  |
|                          | Valérie Mery            | PS             | 467   | 14,23  | 2  | 1  |  |  |
|                          | Sebastien Foy           | DVD            | 353   | 10,76  | 1  |    |  |  |
|                          |                         |                |       |        |    |    |  |  |
| Inscrits                 | Inscrits                | Inscrits       | 6 525 | 100,00 |    |    |  |  |
| Abstentions              | Abstentions             | Abstentions    | 3 094 | 47,42  |    |    |  |  |
| Votants                  | Votants                 | Votants        | 3 431 | 52,58  |    |    |  |  |
| Blancs et nuls           | Blancs et nuls          | Blancs et nuls | 151   | 4,40   |    |    |  |  |
| Exprimés                 | Exprimés                | Exprimés       | 3 280 | 95,60  |    |    |  |  |
| * Liste du maire sortant |                         |                |       |        |    |    |  |  |

### Le Pré-Saint-Gervais
- Maire sortant : Gérard Cosme (PS)
- 33 sièges à pourvoir au conseil municipal (population légale 2011 : 18 075 habitants)
- 8 sièges à pourvoir au conseil communautaire (Communauté d'agglomération Est Ensemble)

|                          | Gérard Cosme *    | PS-PCF-EELV    | 2 031 | 50,45  | 26 | 6 |  |  |
|                          | Thu Van Blanchard | UMP            | 1 041 | 25,86  | 4  | 1 |  |  |
|                          | Catherine Sire    | DVG            | 762   | 18,93  | 3  | 1 |  |  |
|                          | Patrice Zahn      | LO             | 191   | 4,74   |    |   |  |  |
|                          |                   |                |       |        |    |   |  |  |
| Inscrits                 | Inscrits          | Inscrits       | 8 592 | 100,00 |    |   |  |  |
| Abstentions              | Abstentions       | Abstentions    | 4 367 | 50,83  |    |   |  |  |
| Votants                  | Votants           | Votants        | 4 225 | 49,17  |    |   |  |  |
| Blancs et nuls           | Blancs et nuls    | Blancs et nuls | 200   | 4,73   |    |   |  |  |
| Exprimés                 | Exprimés          | Exprimés       | 4 025 | 95,27  |    |   |  |  |
| * Liste du maire sortant |                   |                |       |        |    |   |  |  |

### Le Raincy
- Maire sortant : Éric Raoult (UMP)
- 33 sièges à pourvoir au conseil municipal (population légale 2011 : 13 928 habitants)

| Tête de liste            | Tête de liste         | Liste          | Premier tour | Premier tour | Second tour | Second tour | Sièges | Sièges |
| Tête de liste            | Tête de liste         | Liste          | Voix         | %            | Voix        | %           | CM     |        |
| ------------------------ | --------------------- | -------------- | ------------ | ------------ | ----------- | ----------- | ------ | ------ |
|                          | Éric Raoult *         | UMP-UDI        | 1 984        | 32,88        | 2 265       | 35,90       | 6      |        |
|                          | Jean-Michel Genestier | DVD            | 1 941        | 32,16        | 3 429       | 54,35       | 26     |        |
|                          | Roger Bodin           | DVD            | 1 254        | 20,78        | 3 429       | 54,35       | 26     |        |
|                          | Stéphane Lapidus      | PS             | 855          | 14,16        | 615         | 9,74        | 1      |        |
|                          |                       |                |              |              |             |             |        |        |
| Inscrits                 | Inscrits              | Inscrits       | 10 634       | 100,00       | 10 637      | 100,00      |        |        |
| Abstentions              | Abstentions           | Abstentions    | 4 430        | 41,66        | 4 202       | 39,50       |        |        |
| Votants                  | Votants               | Votants        | 6 204        | 58,34        | 6 435       | 60,50       |        |        |
| Blancs et nuls           | Blancs et nuls        | Blancs et nuls | 170          | 2,74         | 126         | 1,96        |        |        |
| Exprimés                 | Exprimés              | Exprimés       | 6 034        | 97,26        | 6 309       | 98,04       |        |        |
| * Liste du maire sortant |                       |                |              |              |             |             |        |        |

### Les Lilas
- Maire sortant : Daniel Guiraud (PS)
- 35 sièges à pourvoir au conseil municipal (population légale 2011 : 22 505 habitants)
- 8 sièges à pourvoir au conseil communautaire (Communauté d'agglomération Est Ensemble)

|                          | Daniel Guiraud *          | PS-PCF         | 4 086  | 55,59  | 28 | 7 |  |  |
|                          | Virginie Grand            | UMP-UDI        | 1 960  | 26,67  | 5  | 1 |  |  |
|                          | Marie-Genevieve Lentaigne | EELV-PG-E!     | 979    | 13,32  | 2  |   |  |  |
|                          | Christine Samson          | LO             | 198    | 2,69   |    |   |  |  |
|                          | Fabien Dussud             | POI            | 126    | 1,71   |    |   |  |  |
|                          |                           |                |        |        |    |   |  |  |
| Inscrits                 | Inscrits                  | Inscrits       | 13 800 | 100,00 |    |   |  |  |
| Abstentions              | Abstentions               | Abstentions    | 6 158  | 44,62  |    |   |  |  |
| Votants                  | Votants                   | Votants        | 7 642  | 55,38  |    |   |  |  |
| Blancs et nuls           | Blancs et nuls            | Blancs et nuls | 293    | 3,83   |    |   |  |  |
| Exprimés                 | Exprimés                  | Exprimés       | 7 349  | 96,17  |    |   |  |  |
| * Liste du maire sortant |                           |                |        |        |    |   |  |  |

### Les Pavillons-sous-Bois
- Maire sortant : Philippe Dallier (UMP)
- 35 sièges à pourvoir au conseil municipal (population légale 2011 : 22 117 habitants)

|                          | Philippe Dallier * | UMP            | 4 975  | 82,82  | 32 |  |  |  |
|                          | Bernard Deny       | PS             | 1 032  | 17,17  | 3  |  |  |  |
|                          |                    |                |        |        |    |  |  |  |
| Inscrits                 | Inscrits           | Inscrits       | 11 715 | 100,00 |    |  |  |  |
| Abstentions              | Abstentions        | Abstentions    | 5 480  | 46,78  |    |  |  |  |
| Votants                  | Votants            | Votants        | 6 235  | 53,22  |    |  |  |  |
| Blancs et nuls           | Blancs et nuls     | Blancs et nuls | 228    | 3,66   |    |  |  |  |
| Exprimés                 | Exprimés           | Exprimés       | 6 007  | 96,34  |    |  |  |  |
| * Liste du maire sortant |                    |                |        |        |    |  |  |  |

### Livry-Gargan
- Maire sortant : Alain Calmat (DVG)
- 43 sièges à pourvoir au conseil municipal (population légale 2011 : 42 036 habitants)

| Tête de liste            | Tête de liste      | Liste          | Premier tour | Premier tour | Second tour | Second tour | Sièges | Sièges |
| Tête de liste            | Tête de liste      | Liste          | Voix         | %            | Voix        | %           | CM     |        |
| ------------------------ | ------------------ | -------------- | ------------ | ------------ | ----------- | ----------- | ------ | ------ |
|                          | Pierre-Yves Martin | UMP-UDI        | 5 232        | 47,13        | 7 037       | 56,16       | 34     |        |
|                          | Alain Calmat *     | PS-PCF-EELV    | 5 186        | 46,72        | 5 493       | 43,83       | 9      |        |
|                          | Amal Aïssaoui      | LO             | 682          | 6,14         |             |             |        |        |
|                          |                    |                |              |              |             |             |        |        |
| Inscrits                 | Inscrits           | Inscrits       | 23 005       | 100,00       | 23 005      | 100,00      |        |        |
| Abstentions              | Abstentions        | Abstentions    | 11 228       | 48,81        | 9 988       | 43,42       |        |        |
| Votants                  | Votants            | Votants        | 11 777       | 51,19        | 13 017      | 56,58       |        |        |
| Blancs et nuls           | Blancs et nuls     | Blancs et nuls | 677          | 5,75         | 487         | 3,74        |        |        |
| Exprimés                 | Exprimés           | Exprimés       | 11 100       | 94,25        | 12 530      | 96,26       |        |        |
| * Liste du maire sortant |                    |                |              |              |             |             |        |        |

### Montfermeil
- Maire sortant : Xavier Lemoine (PCD)
- 35 sièges à pourvoir au conseil municipal (population légale 2011 : 25 963 habitants)
- 20 sièges à pourvoir au conseil communautaire (Communauté d'agglomération de Clichy-sous-Bois-Montfermeil)

|                          | Xavier Lemoine *      | PCD            | 4 285  | 61,33  | 29 | 17 |  |  |
|                          | Rodrigo Arenas Munoz  | EELV           | 1 332  | 19,06  | 3  | 2  |  |  |
|                          | Olivier D'henry       | FG             | 1 074  | 15,37  | 3  | 1  |  |  |
|                          | Christophe Verstraete | SE             | 295    | 4,22   |    |    |  |  |
|                          |                       |                |        |        |    |    |  |  |
| Inscrits                 | Inscrits              | Inscrits       | 13 215 | 100,00 |    |    |  |  |
| Abstentions              | Abstentions           | Abstentions    | 6 036  | 45,68  |    |    |  |  |
| Votants                  | Votants               | Votants        | 7 179  | 54,32  |    |    |  |  |
| Blancs et nuls           | Blancs et nuls        | Blancs et nuls | 193    | 2,69   |    |    |  |  |
| Exprimés                 | Exprimés              | Exprimés       | 6 986  | 97,31  |    |    |  |  |
| * Liste du maire sortant |                       |                |        |        |    |    |  |  |

### Montreuil
- Maire sortant : Dominique Voynet (EELV)
- 55 sièges à pourvoir au conseil municipal (population légale 2011 : 103 068 habitants)
- 17 sièges à pourvoir au conseil communautaire (Communauté d'agglomération Est Ensemble)

| Tête de liste  | Tête de liste            | Liste          | Premier tour | Premier tour | Second tour | Second tour | Sièges                      | Sièges |
| Tête de liste  | Tête de liste            | Liste          | Voix         | %            | Voix        | %           | CM                          | CC     |
| -------------- | ------------------------ | -------------- | ------------ | ------------ | ----------- | ----------- | --------------------------- | ------ |
|                | Jean-Pierre Brard        | DVG-POI        | 7 275        | 25,54        | 10 496      | 35,39       | 10                          | 3      |
|                | Patrice Bessac           | FG             | 5 355        | 18,80        | 10 990      | 37,06       | 38 (17 FG - 14 EELV - 7 PS) | 12     |
|                | Ibrahim Dufriche-Soilihi | EELV           | 4 343        | 15,25        | 10 990      | 37,06       | 38 (17 FG - 14 EELV - 7 PS) | 12     |
|                | Razzy Hammadi            | PS             | 2 791        | 9,80         | 10 990      | 37,06       | 38 (17 FG - 14 EELV - 7 PS) | 12     |
|                | Manon Laporte            | UMP-MoDem-UDI  | 4 752        | 16,68        | 5 381       | 18,14       | 5 (3 UMP - 1 UDI - 1 Modem) | 1      |
|                | Mouna Viprey             | DVG            | 3 120        | 10,95        | 2 787       | 9,39        | 2                           | 1      |
|                | Aline Cottereau          | NPA            | 552          | 1,93         |             |             |                             |        |
|                | Aurélie Jochaud          | LO             | 287          | 1,00         |             |             |                             |        |
|                |                          |                |              |              |             |             |                             |        |
| Inscrits       | Inscrits                 | Inscrits       | 57 623       | 100,00       | 57 551      | 100,00      |                             |        |
| Abstentions    | Abstentions              | Abstentions    | 28 109       | 48,78        | 26 983      | 46,89       |                             |        |
| Votants        | Votants                  | Votants        | 29 514       | 51,22        | 30 568      | 53,11       |                             |        |
| Blancs et nuls | Blancs et nuls           | Blancs et nuls | 1 039        | 3,52         | 914         | 2,99        |                             |        |
| Exprimés       | Exprimés                 | Exprimés       | 28 475       | 96,48        | 29 654      | 97,01       |                             |        |

### Neuilly-Plaisance
- Maire sortant : Christian Demuynck (UMP)
- 35 sièges à pourvoir au conseil municipal (population légale 2011 : 20 703 habitants)

|                          | Christian Demuynck *     | UMP-UDI        | 5 186  | 72,19  | 31 |  |  |  |
|                          | Muriel Solibiéda         | PS             | 1 495  | 20,81  | 3  |  |  |  |
|                          | Rodolphe Albero Martinez | FG             | 502    | 6,98   | 1  |  |  |  |
|                          |                          |                |        |        |    |  |  |  |
| Inscrits                 | Inscrits                 | Inscrits       | 13 694 | 100,00 |    |  |  |  |
| Abstentions              | Abstentions              | Abstentions    | 6 271  | 45,79  |    |  |  |  |
| Votants                  | Votants                  | Votants        | 7 423  | 54,21  |    |  |  |  |
| Blancs et nuls           | Blancs et nuls           | Blancs et nuls | 240    | 3,23   |    |  |  |  |
| Exprimés                 | Exprimés                 | Exprimés       | 7 183  | 96,77  |    |  |  |  |
| * Liste du maire sortant |                          |                |        |        |    |  |  |  |

### Neuilly-sur-Marne
- Maire sortant : Jacques Mahéas (DVG)
- 39 sièges à pourvoir au conseil municipal (population légale 2011 : 34 005 habitants)

|                          | Jacques Mahéas *    | DVG            | 5 770  | 64,98  | 33 |  |  |  |
|                          | Zartoshte Bakhtiari | UMP-UDI        | 1 741  | 19,60  | 3  |  |  |  |
|                          | Abdelhak Kachouri   | PS-PCF-EELV    | 1 368  | 15,40  | 3  |  |  |  |
|                          |                     |                |        |        |    |  |  |  |
| Inscrits                 | Inscrits            | Inscrits       | 19 201 | 100,00 |    |  |  |  |
| Abstentions              | Abstentions         | Abstentions    | 9 703  | 50,53  |    |  |  |  |
| Votants                  | Votants             | Votants        | 9 498  | 49,47  |    |  |  |  |
| Blancs et nuls           | Blancs et nuls      | Blancs et nuls | 619    | 6,52   |    |  |  |  |
| Exprimés                 | Exprimés            | Exprimés       | 8 879  | 93,48  |    |  |  |  |
| * Liste du maire sortant |                     |                |        |        |    |  |  |  |

### Noisy-le-Grand
- Maire sortant : Michel Pajon (PS)
- 49 sièges à pourvoir au conseil municipal (population légale 2011 : 62 970 habitants)

| Tête de liste            | Tête de liste     | Liste          | Premier tour | Premier tour | Second tour | Second tour | Sièges | Sièges |
| Tête de liste            | Tête de liste     | Liste          | Voix         | %            | Voix        | %           | CM     |        |
| ------------------------ | ----------------- | -------------- | ------------ | ------------ | ----------- | ----------- | ------ | ------ |
|                          | Michel Pajon *    | PS-EELV        | 6 623        | 38,41        | 8 068       | 42,90       | 36     |        |
|                          | Brigitte Marsigny | UMP            | 3 746        | 21,72        | 7 061       | 37,54       | 9      |        |
|                          | Marylise Martins  | UDI            | 2 288        | 13,27        | 7 061       | 37,54       | 9      |        |
|                          | Maxence Buttey    | FN             | 2 375        | 13,77        | 2 018       | 10,73       | 2      |        |
|                          | Patricia Bétuel   | FG             | 1 793        | 10,40        | 1 659       | 8,82        | 2      |        |
|                          | Joëlle O'brien    | POI            | 415          | 2,40         |             |             |        |        |
|                          |                   |                |              |              |             |             |        |        |
| Inscrits                 | Inscrits          | Inscrits       | 36 116       | 100,00       | 36 116      | 100,00      |        |        |
| Abstentions              | Abstentions       | Abstentions    | 18 263       | 50,57        | 16 710      | 46,27       |        |        |
| Votants                  | Votants           | Votants        | 17 853       | 49,43        | 19 406      | 53,73       |        |        |
| Blancs et nuls           | Blancs et nuls    | Blancs et nuls | 613          | 3,43         | 600         | 3,09        |        |        |
| Exprimés                 | Exprimés          | Exprimés       | 17 240       | 96,57        | 18 806      | 96,91       |        |        |
| * Liste du maire sortant |                   |                |              |              |             |             |        |        |

En septembre 2015, la liste conduite par Brigitte Marsigny (LR) l'emporte aux élections municipales partielles provoquées à la suite de l'invalidation du scrutin de 2014, son succès, avec 33 voix d'avance sur la liste du maire sortant, Michel Pajon (PS), étant facilité par le maintien d'une liste du Front de gauche au second tour.

### Noisy-le-Sec
- Maire sortant : Laurent Rivoire (UDI)
- 43 sièges à pourvoir au conseil municipal (population légale 2011 : 40 232 habitants)
- 9 sièges à pourvoir au conseil communautaire (Communauté d'agglomération Est Ensemble)

| Tête de liste            | Tête de liste         | Liste          | Premier tour | Premier tour | Second tour | Second tour | Sièges | Sièges |
| Tête de liste            | Tête de liste         | Liste          | Voix         | %            | Voix        | %           | CM     | CC     |
| ------------------------ | --------------------- | -------------- | ------------ | ------------ | ----------- | ----------- | ------ | ------ |
|                          | Laurent Rivoire *     | UDI-UMP        | 4 857        | 48,37        | 5 835       | 58,46       | 34     | 7      |
|                          | Olivier Sarrabeyrouse | FG-EELV        | 2 055        | 20,46        | 4 146       | 41,53       | 9      | 2      |
|                          | Jean-Paul Lefebvre    | PS             | 1 359        | 13,53        | 4 146       | 41,53       | 9      | 2      |
|                          | Sarah Benhamou        | SE             | 883          | 8,79         |             |             |        |        |
|                          | Alda Pereira Lemaitre | DVG            | 669          | 6,66         |             |             |        |        |
|                          | Jean-Paul Burot       | LO             | 218          | 2,17         |             |             |        |        |
|                          |                       |                |              |              |             |             |        |        |
| Inscrits                 | Inscrits              | Inscrits       | 20 540       | 100,00       | 20 540      | 100,00      |        |        |
| Abstentions              | Abstentions           | Abstentions    | 10 132       | 49,33        | 10 127      | 49,30       |        |        |
| Votants                  | Votants               | Votants        | 10 408       | 50,67        | 10 413      | 50,70       |        |        |
| Blancs et nuls           | Blancs et nuls        | Blancs et nuls | 367          | 3,53         | 432         | 4,15        |        |        |
| Exprimés                 | Exprimés              | Exprimés       | 10 041       | 96,47        | 9 981       | 95,85       |        |        |
| * Liste du maire sortant |                       |                |              |              |             |             |        |        |

### Pantin
- Maire sortant : Bertrand Kern (PS)
- 45 sièges à pourvoir au conseil municipal (population légale 2011 : 53 797 habitants)
- 11 sièges à pourvoir au conseil communautaire (Communauté d'agglomération Est Ensemble)

|                          | Bertrand Kern *      | PS             | 5 462  | 50,53  | 35 | 9 |  |  |
|                          | Geoffrey Carvalhinho | UMP-UDI        | 2 254  | 20,85  | 4  | 1 |  |  |
|                          | Jean-Pierre Henry    | FG             | 1 419  | 13,12  | 3  | 1 |  |  |
|                          | Nadia Azoug          | EELV           | 1 354  | 12,52  | 3  |   |  |  |
|                          | Armonia Bordes       | LO             | 319    | 2,95   |    |   |  |  |
|                          |                      |                |        |        |    |   |  |  |
| Inscrits                 | Inscrits             | Inscrits       | 24 367 | 100,00 |    |   |  |  |
| Abstentions              | Abstentions          | Abstentions    | 13 088 | 53,71  |    |   |  |  |
| Votants                  | Votants              | Votants        | 11 279 | 46,29  |    |   |  |  |
| Blancs et nuls           | Blancs et nuls       | Blancs et nuls | 471    | 4,18   |    |   |  |  |
| Exprimés                 | Exprimés             | Exprimés       | 10 808 | 95,82  |    |   |  |  |
| * Liste du maire sortant |                      |                |        |        |    |   |  |  |

### Pierrefitte-sur-Seine
- Maire sortant : Michel Fourcade (PS)
- 35 sièges à pourvoir au conseil municipal (population légale 2011 : 28 026 habitants)
- 6 sièges à pourvoir au conseil communautaire (Communauté d'agglomération Plaine Commune)

|                          | Michel Fourcade * | PS-EELV        | 2 451  | 51,27  | 27 | 5 |  |  |
|                          | Farid Aïd         | FG             | 1 329  | 27,80  | 5  | 1 |  |  |
|                          | Pascal Kouppe     | UDI            | 1 000  | 20,92  | 3  |   |  |  |
|                          |                   |                |        |        |    |   |  |  |
| Inscrits                 | Inscrits          | Inscrits       | 12 150 | 100,00 |    |   |  |  |
| Abstentions              | Abstentions       | Abstentions    | 7 077  | 58,25  |    |   |  |  |
| Votants                  | Votants           | Votants        | 5 073  | 41,75  |    |   |  |  |
| Blancs et nuls           | Blancs et nuls    | Blancs et nuls | 293    | 5,78   |    |   |  |  |
| Exprimés                 | Exprimés          | Exprimés       | 4 780  | 94,22  |    |   |  |  |
| * Liste du maire sortant |                   |                |        |        |    |   |  |  |

### Romainville
- Maire sortant : Corinne Valls (DVG)
- 35 sièges à pourvoir au conseil municipal (population légale 2011 : 25 512 habitants)
- 8 sièges à pourvoir au conseil communautaire (Communauté d'agglomération Est Ensemble)

| Tête de liste            | Tête de liste           | Liste          | Premier tour | Premier tour | Second tour | Second tour | Sièges | Sièges |
| Tête de liste            | Tête de liste           | Liste          | Voix         | %            | Voix        | %           | CM     | CC     |
| ------------------------ | ----------------------- | -------------- | ------------ | ------------ | ----------- | ----------- | ------ | ------ |
|                          | Corinne Valls *         | PS-EELV        | 2 647        | 43,12        | 3 045       | 49,00       | 27     | 6      |
|                          | Sofia Dauvergne         | FG             | 1 584        | 25,80        | 1 885       | 30,33       | 5      | 1      |
|                          | Florian Favier Wagenaar | UMP-UDI        | 1 203        | 19,59        | 1 284       | 20,66       | 3      | 1      |
|                          | Karim Amazouz           | DVG            | 499          | 8,12         |             |             |        |        |
|                          | Olivier Tripelon        | LO             | 205          | 3,33         |             |             |        |        |
|                          |                         |                |              |              |             |             |        |        |
| Inscrits                 | Inscrits                | Inscrits       | 13 614       | 100,00       | 13 614      | 100,00      |        |        |
| Abstentions              | Abstentions             | Abstentions    | 7 251        | 53,26        | 7 176       | 52,71       |        |        |
| Votants                  | Votants                 | Votants        | 6 363        | 46,74        | 6 438       | 47,29       |        |        |
| Blancs et nuls           | Blancs et nuls          | Blancs et nuls | 225          | 3,54         | 224         | 3,48        |        |        |
| Exprimés                 | Exprimés                | Exprimés       | 6 138        | 96,46        | 6 214       | 96,52       |        |        |
| * Liste du maire sortant |                         |                |              |              |             |             |        |        |

### Rosny-sous-Bois
- Maire sortant : Claude Capillon (UMP)
- 43 sièges à pourvoir au conseil municipal (population légale 2011 : 41 254 habitants)

| Tête de liste            | Tête de liste        | Liste          | Premier tour | Premier tour | Second tour | Second tour | Sièges | Sièges |
| Tête de liste            | Tête de liste        | Liste          | Voix         | %            | Voix        | %           | CM     |        |
| ------------------------ | -------------------- | -------------- | ------------ | ------------ | ----------- | ----------- | ------ | ------ |
|                          | Claude Capillon *    | UMP-UDI        | 4 901        | 45,22        | 5 461       | 49,43       | 33     |        |
|                          | Philippe Vachieri    | PS-PCF-EELV    | 3 133        | 28,90        | 3 359       | 30,40       | 6      |        |
|                          | Pierre-Olivier Carel | MoDem          | 1 407        | 12,98        | 1 067       | 9,65        | 2      |        |
|                          | Daniel Bousselaire   | FN             | 1 397        | 12,88        | 1 159       | 10,49       | 2      |        |
|                          |                      |                |              |              |             |             |        |        |
| Inscrits                 | Inscrits             | Inscrits       | 23 402       | 100,00       | 23 402      | 100,00      |        |        |
| Abstentions              | Abstentions          | Abstentions    | 12 003       | 51,29        | 11 906      | 50,88       |        |        |
| Votants                  | Votants              | Votants        | 11 399       | 48,71        | 11 496      | 49,12       |        |        |
| Blancs et nuls           | Blancs et nuls       | Blancs et nuls | 561          | 4,92         | 450         | 3,91        |        |        |
| Exprimés                 | Exprimés             | Exprimés       | 10 838       | 95,08        | 11 046      | 96,09       |        |        |
| * Liste du maire sortant |                      |                |              |              |             |             |        |        |

### Saint-Denis
- Maire sortant : Didier Paillard (PCF)
- 55 sièges à pourvoir au conseil municipal (population légale 2011 : 107 762 habitants)
- 16 sièges à pourvoir au conseil communautaire (Communauté d'agglomération Plaine Commune)

| Tête de liste            | Tête de liste      | Liste          | Premier tour | Premier tour | Second tour | Second tour | Sièges | Sièges |
| Tête de liste            | Tête de liste      | Liste          | Voix         | %            | Voix        | %           | CM     | CC     |
| ------------------------ | ------------------ | -------------- | ------------ | ------------ | ----------- | ----------- | ------ | ------ |
|                          | Didier Paillard *  | FG-EELV-MRC    | 6 868        | 40,21        | 9 209       | 50,49       | 42     | 12     |
|                          | Georges Sali       | DVG            | 1 322        | 7,74         | 9 209       | 50,49       | 42     | 12     |
|                          | Mathieu Hanotin    | PS-PRG         | 5 858        | 34,30        | 9 028       | 49,50       | 13     | 4      |
|                          | Houari Guermat     | UMP-UDI        | 1 500        | 8,78         |             |             |        |        |
|                          | Stanislas Francina | UMP diss.      | 699          | 4,09         |             |             |        |        |
|                          | Catherine Billard  | NPA            | 468          | 2,74         |             |             |        |        |
|                          | Philippe Julien    | LO             | 363          | 2,12         |             |             |        |        |
|                          |                    |                |              |              |             |             |        |        |
| Inscrits                 | Inscrits           | Inscrits       | 43 200       | 100,00       | 43 200      | 100,00      |        |        |
| Abstentions              | Abstentions        | Abstentions    | 25 125       | 58,16        | 23 846      | 55,20       |        |        |
| Votants                  | Votants            | Votants        | 18 075       | 41,84        | 19 354      | 44,80       |        |        |
| Blancs et nuls           | Blancs et nuls     | Blancs et nuls | 997          | 5,52         | 1 117       | 5,77        |        |        |
| Exprimés                 | Exprimés           | Exprimés       | 17 078       | 94,48        | 18 237      | 94,23       |        |        |
| * Liste du maire sortant |                    |                |              |              |             |             |        |        |

### Saint-Ouen
- Maire sortant : Jacqueline Rouillon (FASE/Ensemble)
- 43 sièges à pourvoir au conseil municipal (population légale 2011 : 47 783 habitants)
- 8 sièges à pourvoir au conseil communautaire (Communauté d'agglomération Plaine Commune)

| Tête de liste            | Tête de liste         | Liste           | Premier tour | Premier tour | Second tour | Second tour | Sièges | Sièges |
| Tête de liste            | Tête de liste         | Liste           | Voix         | %            | Voix        | %           | CM     | CC     |
| ------------------------ | --------------------- | --------------- | ------------ | ------------ | ----------- | ----------- | ------ | ------ |
|                          | William Delannoy      | DVD             | 4 104        | 34,87        | 6 369       | 53,16       | 33     | 6      |
|                          | Jacqueline Rouillon * | FG (Ensemble)   | 3 714        | 31,56        | 5 610       | 46,83       | 10     | 2      |
|                          | Karim Bouamrane       | PS-EELV-PRG-MRC | 3 176        | 26,98        |             |             |        |        |
|                          | Élodie Lecoq          | NPA             | 294          | 2,49         |             |             |        |        |
|                          | Albert Kalaydjian     | UDI-MoDem       | 292          | 2,48         |             |             |        |        |
|                          | Alain Aubry           | LO              | 188          | 1,59         |             |             |        |        |
|                          |                       |                 |              |              |             |             |        |        |
| Inscrits                 | Inscrits              | Inscrits        | 22 718       | 100,00       | 22719       | 100,00      |        |        |
| Abstentions              | Abstentions           | Abstentions     | 10 583       | 46,58        | 10175       | 44.79       |        |        |
| Votants                  | Votants               | Votants         | 12 135       | 53,42        | 12544       | 55.21       |        |        |
| Blancs et nuls           | Blancs et nuls        | Blancs et nuls  | 367          | 3,02         | 565         | 2.49        |        |        |
| Exprimés                 | Exprimés              | Exprimés        | 11 768       | 96,98        | 11979       | 52.73       |        |        |
| * Liste du maire sortant |                       |                 |              |              |             |             |        |        |

### Sevran
- Maire sortant : Stéphane Gatignon (EELV)
- 45 sièges à pourvoir au conseil municipal (population légale 2011 : 50 053 habitants)
- 20 sièges à pourvoir au conseil communautaire (Communauté d'agglomération Terres de France)

| Tête de liste            | Tête de liste       | Liste          | Premier tour | Premier tour | Second tour | Second tour | Sièges | Sièges |
| Tête de liste            | Tête de liste       | Liste          | Voix         | %            | Voix        | %           | CM     | CC     |
| ------------------------ | ------------------- | -------------- | ------------ | ------------ | ----------- | ----------- | ------ | ------ |
|                          | Stéphane Gatignon * | EELV-PS-PRG    | 4 501        | 42,50        | 5 325       | 50,55       | 34     | 15     |
|                          | Clémentine Autain   | FG-MRC         | 2 612        | 24,66        | 3 298       | 31,31       | 7      | 3      |
|                          | Philippe Geffroy    | DVD-FN         | 1 428        | 13,48        | 1 910       | 18,13       | 4      | 2      |
|                          | Mohammed Chirani    | UMP-DVD        | 862          | 8,13         |             |             |        |        |
|                          | Seïd Ferrat         | SE             | 826          | 7,79         |             |             |        |        |
|                          | Farid Temsamani     | UDI-MoDem      | 201          | 1,89         |             |             |        |        |
|                          | Serge Grimaldi      | POI            | 160          | 1,51         |             |             |        |        |
|                          |                     |                |              |              |             |             |        |        |
| Inscrits                 | Inscrits            | Inscrits       | 23 088       | 100,00       | 23 088      | 100,00      |        |        |
| Abstentions              | Abstentions         | Abstentions    | 12 074       | 52,30        | 12 132      | 52,55       |        |        |
| Votants                  | Votants             | Votants        | 11 014       | 47,70        | 10 956      | 47,45       |        |        |
| Blancs et nuls           | Blancs et nuls      | Blancs et nuls | 424          | 3,85         | 423         | 3,86        |        |        |
| Exprimés                 | Exprimés            | Exprimés       | 10 590       | 96,15        | 10 533      | 96,14       |        |        |
| * Liste du maire sortant |                     |                |              |              |             |             |        |        |

### Stains
- Maire sortant : Michel Beaumale (PCF)
- 39 sièges à pourvoir au conseil municipal (population légale 2011 : 34 830 habitants)
- 7 sièges à pourvoir au conseil communautaire (Communauté d'agglomération Plaine Commune)

| Tête de liste  | Tête de liste      | Liste          | Premier tour | Premier tour | Second tour | Second tour | Sièges | Sièges |
| Tête de liste  | Tête de liste      | Liste          | Voix         | %            | Voix        | %           | CM     | CC     |
| -------------- | ------------------ | -------------- | ------------ | ------------ | ----------- | ----------- | ------ | ------ |
|                | Azzédine Taïbi     | FG-PS-EELV     | 2 843        | 49,57        | 3 317       | 50,33       | 30     | 6      |
|                | Julien Mugerin     | UMP            | 1 815        | 31,64        | 2 763       | 41,92       | 8      | 1      |
|                | Khader Abdellali   | UDI            | 743          | 12,95        | 510         | 7,73        | 1      |        |
|                | Line Teboul-roques | EXG            | 334          | 5,82         |             |             |        |        |
|                |                    |                |              |              |             |             |        |        |
| Inscrits       | Inscrits           | Inscrits       | 16 433       | 100,00       | 16 433      | 100,00      |        |        |
| Abstentions    | Abstentions        | Abstentions    | 10 032       | 61,05        | 9 346       | 56,87       |        |        |
| Votants        | Votants            | Votants        | 6 401        | 38,95        | 7 087       | 43,13       |        |        |
| Blancs et nuls | Blancs et nuls     | Blancs et nuls | 666          | 10,40        | 497         | 7,01        |        |        |
| Exprimés       | Exprimés           | Exprimés       | 5 735        | 89,60        | 6 590       | 92,99       |        |        |

### Tremblay-en-France
- Maire sortant : François Asensi (FASE/Ensemble)
- 39 sièges à pourvoir au conseil municipal (population légale 2011 : 34 452 habitants)
- 14 sièges à pourvoir au conseil communautaire (Communauté d'agglomération Terres de France)

|                          | François Asensi *     | FG (Ensemble)-EELV | 5 998  | 68,69  | 34 | 13 |  |  |
|                          | Emmanuel Naud         | UDI-MoDem          | 1 650  | 18,89  | 3  | 1  |  |  |
|                          | Franck Misson         | PS                 | 832    | 9,52   | 2  |    |  |  |
|                          | Micheline Guillemette | POI                | 251    | 2,87   |    |    |  |  |
|                          |                       |                    |        |        |    |    |  |  |
| Inscrits                 | Inscrits              | Inscrits           | 20 889 | 100,00 |    |    |  |  |
| Abstentions              | Abstentions           | Abstentions        | 11 486 | 54,99  |    |    |  |  |
| Votants                  | Votants               | Votants            | 9 403  | 45,01  |    |    |  |  |
| Blancs et nuls           | Blancs et nuls        | Blancs et nuls     | 672    | 7,15   |    |    |  |  |
| Exprimés                 | Exprimés              | Exprimés           | 8 731  | 92,85  |    |    |  |  |
| * Liste du maire sortant |                       |                    |        |        |    |    |  |  |

### Vaujours
- Maire sortant : Dominique Bailly (UDI)
- 29 sièges à pourvoir au conseil municipal (population légale 2011 : 6 643 habitants)

|                          | Dominique Bailly * | UMP-UDI        | 1 403 | 63,28  | 24 |  |  |  |
|                          | José Da Silva      | DVD            | 338   | 15,24  | 2  |  |  |  |
|                          | Daniel Borgeot     | SE             | 293   | 13,21  | 2  |  |  |  |
|                          | Claudine Simmer    | DVG            | 183   | 8,25   | 1  |  |  |  |
|                          |                    |                |       |        |    |  |  |  |
| Inscrits                 | Inscrits           | Inscrits       | 4 267 | 100,00 |    |  |  |  |
| Abstentions              | Abstentions        | Abstentions    | 1 954 | 45,79  |    |  |  |  |
| Votants                  | Votants            | Votants        | 2 313 | 54,21  |    |  |  |  |
| Blancs et nuls           | Blancs et nuls     | Blancs et nuls | 96    | 4,15   |    |  |  |  |
| Exprimés                 | Exprimés           | Exprimés       | 2 217 | 95,85  |    |  |  |  |
| * Liste du maire sortant |                    |                |       |        |    |  |  |  |

### Villemomble
- Maire sortant : Patrice Calméjane (UMP)
- 35 sièges à pourvoir au conseil municipal (population légale 2011 : 28 368 habitants)

|                          | Patrice Calméjane *    | UMP-UDI        | 5 842  | 65,75  | 30 |  |  |  |
|                          | Marc Daydie            | PS-PCF-EELV    | 2 343  | 26,37  | 4  |  |  |  |
|                          | Jean-Philippe Soubeyre | DVD            | 700    | 7,87   | 1  |  |  |  |
|                          |                        |                |        |        |    |  |  |  |
| Inscrits                 | Inscrits               | Inscrits       | 15 402 | 100,00 |    |  |  |  |
| Abstentions              | Abstentions            | Abstentions    | 6 186  | 40,16  |    |  |  |  |
| Votants                  | Votants                | Votants        | 9 216  | 59,84  |    |  |  |  |
| Blancs et nuls           | Blancs et nuls         | Blancs et nuls | 331    | 3,59   |    |  |  |  |
| Exprimés                 | Exprimés               | Exprimés       | 8 885  | 96,41  |    |  |  |  |
| * Liste du maire sortant |                        |                |        |        |    |  |  |  |

### Villepinte
- Maire sortant : Nelly Roland-Iriberry (PCF)
- 39 sièges à pourvoir au conseil municipal (population légale 2011 : 35 850 habitants)
- 14 sièges à pourvoir au conseil communautaire (Communauté d'agglomération Terres de France)

| Tête de liste            | Tête de liste    | Liste          | Premier tour | Premier tour | Second tour | Second tour | Sièges | Sièges |
| Tête de liste            | Tête de liste    | Liste          | Voix         | %            | Voix        | %           | CM     | CC     |
| ------------------------ | ---------------- | -------------- | ------------ | ------------ | ----------- | ----------- | ------ | ------ |
|                          | Martine Valleton | UMP-MoDem      | 4 394        | 48,31        | 5 918       | 62,79       | 32     | 12     |
|                          | Nelly Roland *   | DVG            | 1 729        | 19,01        | 3 507       | 37,20       | 7      | 2      |
|                          | Arnaud Keraudren | FG             | 1 290        | 14,18        |             |             |        |        |
|                          | Melissa Youssouf | PS             | 973          | 10,69        |             |             |        |        |
|                          | Fabrice Scagni   | UDI            | 390          | 4,28         |             |             |        |        |
|                          | Rachid Ould-kaci | DVG            | 201          | 2,21         |             |             |        |        |
|                          | Germano Esteves  | LO             | 118          | 1,29         |             |             |        |        |
|                          |                  |                |              |              |             |             |        |        |
| Inscrits                 | Inscrits         | Inscrits       | 19 885       | 100,00       | 19 885      | 100,00      |        |        |
| Abstentions              | Abstentions      | Abstentions    | 10 462       | 52,61        | 10 073      | 50,66       |        |        |
| Votants                  | Votants          | Votants        | 9 423        | 47,39        | 9 812       | 49,34       |        |        |
| Blancs et nuls           | Blancs et nuls   | Blancs et nuls | 328          | 3,48         | 387         | 3,94        |        |        |
| Exprimés                 | Exprimés         | Exprimés       | 9 095        | 96,52        | 9 425       | 96,06       |        |        |
| * Liste du maire sortant |                  |                |              |              |             |             |        |        |

### Villetaneuse
- Maire sortant : Carinne Juste (PCF)
- 33 sièges à pourvoir au conseil municipal (population légale 2011 : 12 642 habitants)
- 4 sièges à pourvoir au conseil communautaire (Communauté d'agglomération Plaine Commune)

| Tête de liste            | Tête de liste     | Liste          | Premier tour | Premier tour | Second tour | Second tour | Sièges | Sièges |
| Tête de liste            | Tête de liste     | Liste          | Voix         | %            | Voix        | %           | CM     | CC     |
| ------------------------ | ----------------- | -------------- | ------------ | ------------ | ----------- | ----------- | ------ | ------ |
|                          | Carinne Juste *   | FG             | 1 045        | 34,77        | 1 298       | 43,30       | 24     | 3      |
|                          | Dieunor Excellent | DVG            | 587          | 19,53        | 781         | 26,05       | 4      | 1      |
|                          | Slimane Benhammou | SE             | 537          | 17,87        | 693         | 23,12       | 4      |        |
|                          | Karim Bouamar     | PS             | 363          | 12,07        | 225         | 7,50        | 1      |        |
|                          | Éric Darru        | UMP            | 291          | 9,68         |             |             |        |        |
|                          | Emmanuel Dubuc    | SE             | 182          | 6,05         |             |             |        |        |
|                          |                   |                |              |              |             |             |        |        |
| Inscrits                 | Inscrits          | Inscrits       | 5 960        | 100,00       | 5 960       | 100,00      |        |        |
| Abstentions              | Abstentions       | Abstentions    | 2 863        | 48,04        | 2 859       | 47,97       |        |        |
| Votants                  | Votants           | Votants        | 3 097        | 51,96        | 3 101       | 52,03       |        |        |
| Blancs et nuls           | Blancs et nuls    | Blancs et nuls | 92           | 2,97         | 104         | 3,35        |        |        |
| Exprimés                 | Exprimés          | Exprimés       | 3 005        | 97,03        | 2 997       | 96,65       |        |        |
| * Liste du maire sortant |                   |                |              |              |             |             |        |        |

## Analyses
Le Front national ne présente que deux listes dans le département, à Rosny-sous-Bois et à Noisy-le-Grand, et soutient le candidat divers droite, Philippe Geffroy, à Sevran.
Le Front de gauche se présente sous ses seules couleurs dans 24 communes, pour seulement 10 candidats associés sur des listes menées par d'autres partis de gauche. Clémentine Autain souhaite « que le PS et EELV paient le prix dans les urnes de la politique qu'ils mènent », la tonalité dominante étant à l'affrontement entre PS et PC dans le département.